# Frédéric Verger
Pour les articles homonymes, voir Verger (homonymie).
Ne doit pas être confondu avec Frédéric Verger (chimiste).
Œuvres principales
Arden
Frédéric Verger, né à Montreuil-sous-Bois le 15 mars 1959, est un écrivain français.

## Biographie
Ayant réussi son agrégation de lettres en 1986, Frédéric Verger est actuellement professeur de français au lycée d'Arsonval à Saint-Maur-des-Fossés.
Il est également chroniqueur à la Revue des deux Mondes.
Frédéric Verger reçoit en 2013 le prix Liste Goncourt : le choix polonais, puis en 2014 le prix Thyde Monnier de la Société des gens de lettres le prix Mémoire Albert Cohen, le Prix Goncourt du premier roman ainsi que le prix Valery-Larbaud pour son roman Arden, paru aux éditions Gallimard.

## Œuvre
- Arden, « coll. Blanche », éditions Gallimard, 2013  (ISBN 978-2-07-013973-6)
- Les Rêveuses, « coll. Blanche », éditions Gallimard, 2017  (ISBN 9782072739194)
- Sur les toits, éditions Gallimard, 2021,  (ISBN 9782072949883).